# Dilochrosis bipustulata
Dilochrosis bipustulata är en skalbaggsart som beskrevs av Moser 1902. Dilochrosis bipustulata ingår i släktet Dilochrosis och familjen Cetoniidae. Inga underarter finns listade i Catalogue of Life.